# Bavorská státní opera

Logo

Bavorská státní opera („Bayerische Staatsoper") v Mnichově patří k nejpopulárnějším operním domům na světě a má dlouhou historii a tradici. Německé nebo celoevropské premiéry oper se v Mnichově konaly již kolem roku 1700.

## Scény
Představení se konají na několika scénách. Především v Národním divadle Mnichov („Nationaltheater München") na Max-Joseph-Platz 2, ale také v Prinzregententheater na Prinzregentenplatz 12, v Cuvilliés-Theater v Mnichovské rezidenci nebo v Mnichovské jízdárně, Heßstraße 132 („Reithalle München"). V opeře hraje Bavorský státní orchestr. Od roku 1875 se každoročně koná Mnichovský operní festival („Die Münchner Opernfestspiele") jeden z nejvýznamnějších hudebních festivalů na světě.

## Historie

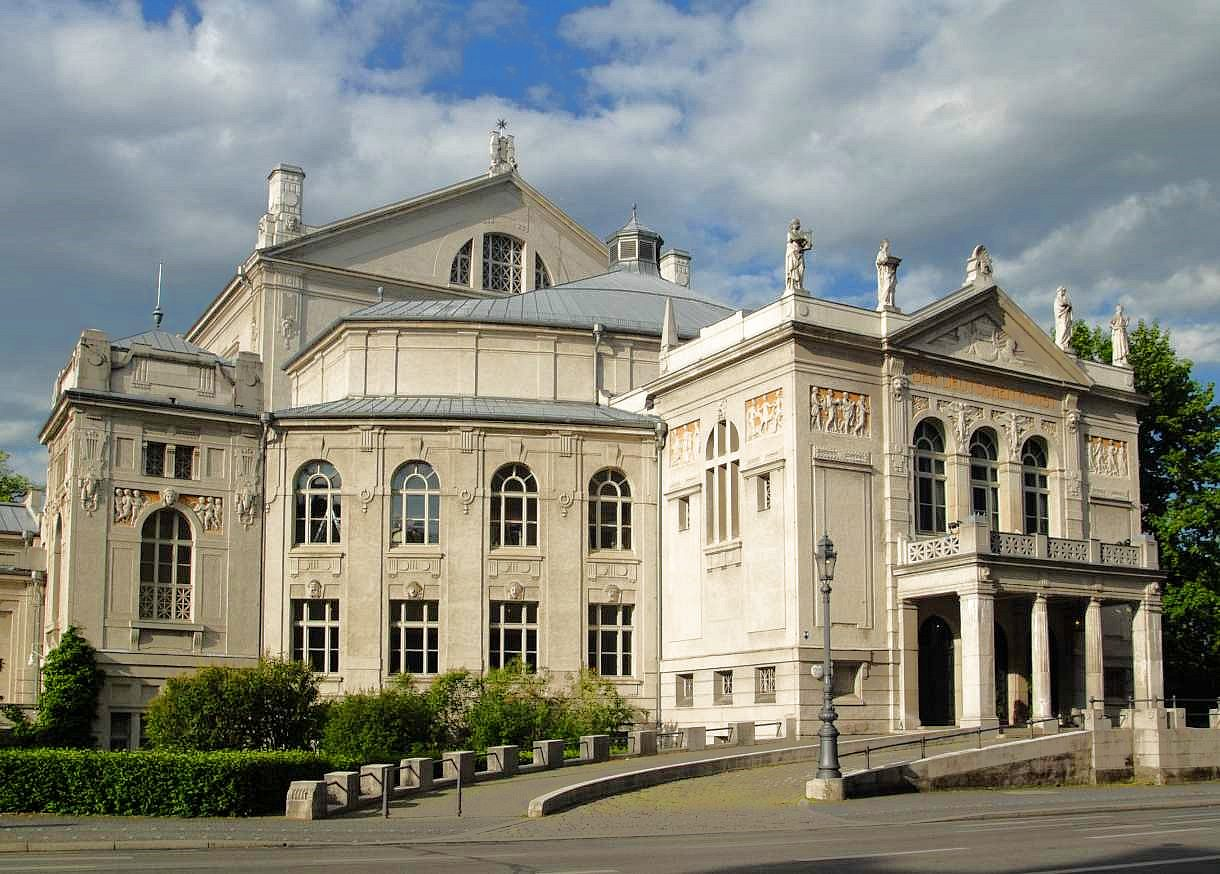
Prinzregententheater

Předchůdkyní Bavorské státní opery bylo první mnichovské operní divadlo, které vzniklo v roce 1657 jako dvorní opera. Byl to Opernhaus am Salvatorplatz (Operní dům na Salvátorském náměstí). Podnět ke vzniku opery dala kurfiřtka Henrietta Adelheida Savoyská, manželka vévody Ferdinanda Marii Bavorského. Tato Hofoper je považována za nejstarší dvorní operu v německy mluvících zemích, a to spolu s předchůdkyní Vídeňské státní opery, která také vznikla v polovině 17. století. Jako budova pro operu posloužila stará sýpka na obilí, která se nacházela mezi dnešními ulicemi Prannerstrasse a Salvatorstrasse, přestavěná od roku 1651 nebo 1654 na operní dům. Hrálo se v něm do roku 1799. V roce 1802 byla již zchátralá budova kompletně stržena. Bavorský státní orchestr však existoval už dlouho předtím, jeho počátky sahají až do roku 1523.
Od roku 1753 bylo hlavní operní scénou Cuvilliésovo divadlo, jehož architektem byl François de Cuvilliés, původem z Francie, který v Mnichově začínal jako dvorní trpaslík. Zde nechával panovnický dvůr hrát především italské opery resp. opery na italská libreta. Mozartův Idomeneo byl v tomto divadle uveden v roce 1781. Když se pak po rozpuštění italské opery první německý divadelní soubor vedený kurfiřtem Karlem Theodorem přeměnil na Kurfiřtské dvorní a národní divadlo (Kurfürstliches Hof- und Nationaltheater), jak se od roku 1795 nazývalo staré divadlo Altes Residenztheater, byl zchátralý dům na Salvátorském náměstí roku 1799 uzavřen a o tři roky později zbořen. Nové velké Královské dvorni a národní divadlo („Königliches Hof- und Nationaltheater", dnes „Nationaltheater München") bylo postaveno v letech 1810 až 1817. Přestavěno bylo poprvé po velkém požáru v letech 1823-25 a pak po druhé světové válce v letech 1958-63. V letech 1900 – 1901 se stavělo další velké divadlo ve východní části Mnichova (Bogenhausen), Prinzregententheater. Bylo určené speciálně pro inscenace oper Richarda Wagnera.
Dnes nabízí Mnichovská státní opera, společně s Bavorským státním orchestrem a Bavorským státním baletem, bohatý repertoár s téměř 350 operními a baletními představeními za rok.

## Opera v Mnichově
Na počátku 17. století se začala v Evropě vytvářet operní kultura, zejména v Itálii, která vyústila ve výstavbu trvalých operních scén. První z nich byla otevřena jako Teatro San Cassiano v roce 1637 v Benátkách. Také v Německu se na různých knížecích dvorech vyvíjela operní kultura. Dafne od Heinricha Schütze (premiéra v Torgau) byla první, dnes však ztracená německá opera, vytvořená v roce 1627. Se sňatkem vévody Ferdinanda Maria s Henriette Adelheid von Savoy v roce 1652 dorazila s nevěstou i italská operní kultura k bavorskému Dvoru. Již před touto svatbou působil v Mnichově Dvorní orchestr s většinou italských hudebníků a repertoár byl převážně italský. Řídil jej Giovanni Giacomo Porro, který byl povolán v roce 1635 z Vídně do Mnichova jako Dvorní dirigent. Také jsou od roku 1637 zaznamenána operní představení v Herkulově sálu mnichovské Rezidence a na hradech Schleißheim a Nymphenburg.
Na začátku dějin mnichovské opery je dvorská nádhera mladého italského hudebního dramatu, její nová, původně elitářská forma, která se později v Benátkách rychle měnila na populární formu hudebního divadla. Kurfiřt Ferdinand Maria nechal postavil v Herkulově sálu Rezidence divadlo, ve kterém byla dvorské společnosti představena první italská operní představení. Současně vybudoval první samostatnou operu v Německu podle plánu svého otce Maximiliana I. Přestavěním staré sýpky, tzv. „Haberkasten" na náměstí „Salvatorplatz", vzniklo barokní divadlo. Dvorská opera sloužila k oslavě knížecího dvora. K tomu většinou používala mytologické náměty a alegorické postavy. Technické vybavení s létajícími stroji, námořními bitvami a triumfálními vlaky často soutěžilo s hudbou. Během panování kurfiřta Maxe II. Emanuela, mezi roky 1679 a 1726, pokračovala italská opera ve svém vítězném tažení Mnichovem. Jeho nástupce Max III. Joseph nechal pak od architekta Francois Cuvilliés postavit "Teatro nuovo pressa la residenza"neboli „Residenztheater", dnes známé jako Divadlo Cuvilliés, které je pro návštěvníky z celého světa stále významným pojmem. Hudební drama se stalo sérií operních árií, belcantem primadon a kastrátů. Postupně se však ze středních vrstev vyvinula lidová opera a singspiel. Mytologie a oslavování vládců ustoupilo bližším vztahům z občanské sféry. Nové impulzy pocházely například z revoluční francouzské opéra comique nebo z vídeňského a lipského singspielu. Opera buffa se skládá ze směsi různých stylových prvků, Mozart ji ve věku 19 let stále za vlády Maxe III. Josepha složil jako svou první pro Mnichov objednanou operu s názvem La finta giardiniera. O šest let později napsal na objednávku kurfiřta Karla Theodora svou operu sériiu, Idomeneo – dílo, které mělo premiéru v Residenztheater 29. ledna 1781 a znamenalo pro 25letého Mozarta rozhodující průlom. Umělecké a politické proudy v 1. čtvrtletí 19. století určoval Maxmilián IV. Josef, který vládl od roku 1799 jako kurfiřt, a dále v letech 1806 až 1825 jako první bavorský král Maxmilián I.
V roce 1802 byl starý "Haberkasten" na Salvatorplatz zbořen. "Hof-National-Schaubühne" se z "Churfürstliches Hoftheater" změnil na divadlo Cuvilliés. Jedním z posledních rozhodujících činů prvního bavorského krále Maxa bylo v roce 1811 položení základního kamene pro stavbu Královského dvorního a národního divadla na Marstallplatz. Divadlo, postavené podle plánů architekta Carla von Fischera, však 14. ledna 1823 vyhořelo. Díky ochotě mnichovských občanů a pod vedením architekta Leo von Klenze bylo pak o dva roky později znovu otevřeno. Nástupem Ludvíka I. na trůn, který spravoval dědictví svého otce z let 1825 až 1848, a oživením nového Národního divadla, začala nová epocha mnichovské opery. Jedním z prvních kroků krále bylo uzavření Lidového divadla na Isartoru a konečné rozpuštění italské opery. To otevřelo cestu domácím souborům, ale také všem celoevropským proudům. Panování bavorského pohádkového krále Ludvíka II. z let 1864 až 1886 je úzce spojeno se jménem Richard Wagner. Krátce po svém nastoupení na trůn přivedl devatenáctiletý král do Mnichova zadluženého skladatele, jehož Lohengrin ho před dvěma lety okouzlil. Přátelství mezi králem a hudebníkem přineslo v dějinách mnichovské opery a hudebního dramatu nový zlatý věk. Milníky tohoto vývoje jsou světové premiéry pěti mistrovských děl Richarda Wagnera. Dne 10. června 1865 uvedl nový dvorní dirigent, Hans von Bülow, Tristana a Isoldu a o tři roky později Die Meistersinger von Nürnberg za přítomnosti krále. Následovaly premiéry 22. září 1869 Das Rheingold a 26. června 1870 Die Walküre pod vedením Franze Wüllnera. V roce 1888 měla premiéru Die Feen. Královský dvůr a Národní divadlo byly středem evropského hudebního světa. Za vedení generálního ředitele Karl von Perfall od roku 1867 do roku 1893 se v roce 1875 poprvé uspořádaly letní slavnosti s operami od Mozarta a s hudebními dramaty od Wagnera. Pořádání slavností si časem vynutilo vznik vlastního domu.
Na přelomu století, pod novým generálním ředitelem Ernst von Possartem vznikl během jednoho roku Prinzregententheater, který vyrostl z přání občanů a byl sponzorován milovníkem umění, regentem Luitpold Prinz von Bayern. Otevření 21. srpna 1901 operou Die Meistersinger von Nürnberg pod vedením Hermanna Zumpa bylo skutečnou lidovou slavností a zahájilo zlatý věk Mnichovského operního festivalu. Zumpův nástupce, Felix Mottl, připravil Richardu Straussovi půdu v jeho rodném městě Mnichov, i když zpočátku buržoazní publikum vylekal premiérami Salome a Elektry a uvedením ironické opery Feuersnot. Jeho poslední hlavní dirigentský výkon byla mnichovská premiéra Rosenkavalier 1. února 1911, od které Richard Strauss rezonuje společně s Mozartem a Wagnerem v triádě Mnichovského operního festivalu. Známí umělci jako Enrico Caruso, Karl Erb a Maria Ivogün přinesli tehdy Mnichovu světovou slávu. Světový ohlas přinesly Mnichovu premiéry pod Bruno Walterem, hlavní díla Franze Schrekera, Ericha Wolfganga Korngolda, Maxe von Schillinga a opera Ariadne auf Naxos od Richarda Strausse. Od roku 1922 dal Bruno Walters, za 14 let svého nepřetržitého působení, Mnichovské opeře nový charakter. V jeho době působili takoví dirigenti jako Robert Heger, Karl Elmendorff, Paul Schmitz, Karl Böhm a Carl Tutein. Za dirigentským pultem Národního divadla a Prinzregententheater stáli Wilhelm Furtwängler a Hans Pfitzner. Když Hans Knappertsbusch a Clemens von Franckenstein museli v roce 1934 jakožto politicky nespolehliví odstoupit, zůstala mnichovská opera dva roky opuštěná. Její jméno se však stalo legendou.
V období třetí říše měl Mnichov dostat nový operní dům. S Clemensem Kraussem, který měl v rukou zplnomocnění jako generální a současně i hudební ředitel, se mnichovská opera dále rozvíjela navzdory útlaku a válce. Nejdůležitějšími událostmi v jeho práci a i v historii Národního divadla byly premiéry tří děl Richarda Strausse, Friedenstag (1938), Verklungene Feste (1941) a Capriccio (1942). V nočním bombardování ze 3. na 4. říjen 1943 se Národní divadlo proměnilo ve zříceniny a jeho další ničení a poškozování po vyvolání totální války v srpnu 1944 Státní operu zcela umlčely. Těžkosti poválečného začátku na sebe vzali ředitel Georg Hartmann a jeho hudební ředitel Georg Solti. Poté, co se úspěšně zasadili za Paul Hindemith a Heinrich Sutermeister a když Werner Egk měl v roce 1948 světovou premiéru baletu s motivem Fausta, Abraxas, uspořádali v roce 1950 první Mnichovský operní festival po válce. Vytvořili tak pevný základ pro své nástupce. Rudolf Hartmann pracoval jako státní ředitel 15 let od roku 1952 do roku 1967. Pomáhali mu jeho hudební režiséři Rudolf Kempe, Ferenc Fricsay a Joseph Keilberth. V době Rudolfa Hartmanna se staly dvě významné události: přesun do obnoveného divadla Cuvilliés v roce 1958 s Figarovou svatbou, a opětovné otevření Národního divadla 21. listopadu 1963, restaurovaného podle plánů Gerharda Graubnera a Karl Fischera, které ve své klasicistické nádheře vstalo z mrtvých jako Fénix z popele.

## Premiéry
Bavorská státní opera vykazuje v období od roku 1818 do roku 2001 sto šest operních premiér. Následující soupis tedy není úplný.
- 2. říjen 1753, Catone in Utica, Giovanni Ferrandini a Pietro Metastasio (Residenztheater)
- 13. leden 1775, La finta giardiniera, Wolfgang Amadeus Mozart a Giuseppe Petrosellini (?) (Opernhaus am Salvatorplatz)
- 29. leden 1781, Idomeneo, Wolfgang Amadeus Mozart, libreto Giambattista Varesco (Residenztheater)
- 1. únor 1782, Semiramide, Antonio Salieri a Pietro Metastasio (Residenztheater)
- 27. leden 1807, Iphigenie in Aulis, Franz Danzi a Karl Reger (Residenztheater)
- 4. červen 1811, Abu Hassan, Carl Maria von Weber a Franz Carl Hiemer (Residenztheater)
- 23. prosinec 1812, Jephthas Gelübde, Giacomo Meyerbeer a Aloys Schreiber (Residenztheater)
- 9. listopad 1817, Teolinde, Giacomo Meyerbeer (Residenztheater)
- 10. červen 1865, Tristan und Isolde, Richard Wagner
- 21. červen 1868, Die Meistersinger von Nürnberg, Richard Wagner
- 22. září 1869, Das Rheingold Richard Wagner
- 26. červen 1870, Die Walküre, Richard Wagner
- 29. červen 1888, Die Feen, Richard Wagner
- 23. leden 1897, Königskinder (Melodramfassung) Engelbert Humperdinck a Elsa Bernstein
- 22. leden 1899, Der Bärenhäuter, Siegfried Wagner
- 27. listopad 1903, Le donne curiose, Ermanno Wolf-Ferrari a Luigi Sugana (německy od Hermann Teibler) (Residenztheater)
- 19. březen 1906, I quattro rusteghi, Die vier Grobiane, Ermanno Wolf-Ferrari a Giuseppe Pizzolato (německy od Hermann Teibler)
- 4. prosinec 1909, Il segreto di Susanna (Susannens Geheimnis), Ermanno Wolf-Ferrari a Enrico Golisciani (německy od Max Kalbeck)
- 28. březen 1916, Der Ring des Polykrates, Erich Wolfgang Korngold. Leo Feld a Julius Korngold a také Violanta, Erich Wolfgang Korngold a Julius Korngold
- 12. červen 1917, Palestrina, Hans Pfitzner (Prinzregententheater)
- 30. listopad 1920, Die Vögel, Walter Braunfels (podle Aristophanes)
- 15. listopad 1924, Don Gil de las calzas verdes, Walter Braunfels] (podle Tirso de Molina])
- 12. listopad 1931, Das Herz, Hans Pfitzner Hans Mahner-Mons
- 24. červenec 1938, Friedenstag, Richard Strauss, Joseph Gregor a Stefan Zweig
- 5. únor 1939, Der Mond, Carl Orff
- 28. říjen 1942, Capriccio, Richard Strauss a Clemens Krauss
- 29. březen 1956, Don Juan de Manara, Henri Tomasi (Prinzregententheater)
- 27. listopad 1963, Die Verlobung in San Domingo, Werner Egk (podle Heinrich von Kleist)
- 1. srpen 1972, Sim Tjong, Yun I-sang a Harald Kunz
- 9. červenec 1978, Lear, Aribert Reimann a Claus H. Henneberg
- 10. květen 1981, Lou Salomé, Giuseppe Sinopoli a Karl Dietrich Gräwe
- 22. červenec 1985, Le Roi Bérenger (König Bérenger I.), Heinrich Sutermeister (podle Eugène Ionesco)
- 25. leden 1986, Belshazar, Volker David Kirchner a Harald Weirich
- 6. červenec 1991, Ubu Rex, Krzysztof Penderecki (podle Alfred Jarry)
- 1. červenec 1996, Schlachthof 5, Hans-Jürgen von Bose (podle Kurt Vonnegut)
- 11. leden 1997, Venus und Adonis, Hans Werner Henze a Hans-Ulrich Treichel
- 28. červen 2000, KANON für geschlossene Gesellschaft, Ruedi Häusermann (Cuvilliés-Theater)
- 17. červenec 2003, Das Gesicht im Spiegel, Jörg Widmann a Roland Schimmelpfennig (Cuvilliés-Theater)
- 27. říjen 2006, Das Gehege, Wolfgang Rihm a Botho Strauß
- 22. únor 2010, Die Tragödie des Teufels, Péter Eötvös a Albert Ostermaier
- 27. říjen 2012, Babylon, Jörg Widmann a Peter Sloterdijk
- 31. leden 2016, South Pole, Miroslav Srnka a Tom Holloway